# Carl Sagan Memorial Award
Der nach dem US-amerikanischen Astronomen, Astrophysiker, Exobiologen, Fernsehmoderator, Sachbuchautor und Schriftsteller Carl Sagan (1934–1996) benannte Carl Sagan Memorial Award der American Astronautical Society und der The Planetary Society wird in Anerkennung einer Führungsrolle in der Erforschung des Kosmos an eine Person oder Gruppe vergeben.
Sie ist nicht mit der Carl Sagan Medal for Excellence in Public Communication in Planetary Science der American Astronomical Society zu verwechseln.

## Preisträger
- 1997 Bruce C. Murray
- 1998 Wesley Huntress
- 1999 Edward C. Stone
- 2000 Arnauld Nicogossian
- 2001 Edward Weiler
- 2002 California and Carnegie Planet Search Team
- 2003 Roald Sagdeev
- 2004 Steve Squyres und das Athena-Team
- 2005 Michael C. Malin
- 2006 G. Scott Hubbard
- 2007 Maria T. Zuber
- 2008 Lennard A. Fisk
- 2011 Charles Elachi
- 2012 Riccardo Giacconi
- 2013 Eileen K. Stansbery
- 2014 Guy Consolmagno
- 2015 Frank Cepollina
- 2016 S. Alan Stern
- 2017 AURA “HST & Beyond” Committee
- 2019 Michael W. Werner
- 2020 Leslie Livesay
- 2021 Nicola Fox